# Une femme iranienne
Pour plus de détails, voir Fiche technique et Distribution.
Une femme iranienne (persan : آینه‌های روبرو, Aynehaye Rooberoo) est un film dramatique iranien coécrit et réalisé par Negar Azarbayjani, sorti en 2011.
Il est sélectionné et présenté en avant-première, en février 2011, au Festival du film de Fajr. Il est présenté  en septembre 2011 au Festival international du film de Toronto, ainsi qu'au Festival de films gays et lesbiens de Paris, ce premier long-métrage est récompensé du grand prix Chéries-Chéris.
En 2015, le distributeur Outplay change de titre en Une femme iranienne dans l'objectif d'ouvrir le film à un public plus vaste et de contribuer à la sensibilisation de ces sujets.

## Synopsis
Son mari étant en prison, une femme se voit obligée de travailler comme conductrice de taxi pour rembourser ses dettes. En pleine route, elle rencontre une femme psychologiquement fragile qui lui demande de l'emmener à la rivière de Kojūr (en), au nord de l'Iran, pour 1 000 000 tomans. Cette dernière est, en fait, un homme trans.

## Fiche technique
- Titre : Une femme iranienne
- Titre original : آینه‌های روبرو
- Titre anglais : Facing Mirrors
- Réalisation : Negar Azarbayjani
- Scénario : Negar Azarbayjani et Fereshteh Taerpoor
- Musique : Fardin Khalatbari
- Direction artistique : Fereshteh Taerpoor
- Photographie : Turaj Mansuri
- Montage : Sepideh Abdolvahab
- Production : Fereshteh Taerpoor
- Société de production : Fereshteh Taerpoor
- Société de distribution : Box Entertainment
- Pays de production :  Iran
- Langue originale : persan
- Format : couleur
- Genre : drame
- Durée : 102 minutes
- Dates de sortie :
  - Iran : 1er février 2011 (avant-première au Festival du film de Fajr) ; 24 octobre 2012 (sortie nationale)
  - Québec : 6 septembre 2011 (Festival international du film de Toronto)
  - France : 10 octobre 2012[1] (Festival de films gays et lesbiens de Paris) ; 13 mai 2015 (sortie nationale)

## Distribution
- Shayesteh Irani : Eddie / Adineh
- Qazal Shakeri : Rana
- Homayoun Ershadi : M. Tolooyi, le père d'Eddie
- Maryam Boubani : Akram
- Nima Shahrokh Shahi : Emad Tolooyi, le frère d'Eddie
- Saber Abar : Sadegh

## Controverses
Certains choix du distributeur français Outplay et des incohérences de traduction ont fait l'objet de critiques. Outre le choix du titre français, qui invisibilise le personnage masculin et ôte au titre original la dimension de la relation entre les deux personnages, le synopsis présente Eddie sous son deadname (ancien prénom d'une personne transgenre) et au féminin, alors qu'il se présente lui-même dès le début comme un homme trans nommé Eddie. La raison première de son départ pour l'Allemagne est passée sous silence (il part d'abord pour achever sa transition). De même, le synopsis parle d'un « lourd secret » alors que sa transidentité est révélée dès le début du film. Ainsi, toute référence à la transidentité est effacée, ce qui a été interprété comme un signe révélateur de transphobie, ce dont le distributeur s'est défendu, affirmant que ces choix avaient pour but de toucher un public plus large.
Au niveau de la traduction, le mot « transgenre » a été traduit à plusieurs reprises par « intersexe », ce qui est un non-sens, les deux mots ne recoupant pas la même réalité. Thibault Fougères, directeur de Outplay, a affirmé que la dénomination d'intersexe pouvait correspondre à Eddie, ce que réfutent la réalisatrice Negar Azarbayjani et la productrice Fereshteh Taerpoor, qui affirment qu'Eddie « est un homme trans ». En outre, la traduction parle du personnage d'Eddie alternativement au masculin et au féminin. L'utilisation du féminin pour parler d'un homme trans ou du masculin pour parler d'une femme trans, le mégenrage, est considérée comme une discrimination transphobe.